# Ебелебен
Ебелебен (њем. Ebeleben) град је у њемачкој савезној држави Тирингија. Једно је од 50 општинских средишта округа Кифхојзер. Према процјени из 2010. у граду је живјело 2.979 становника. Посједује регионалну шифру (AGS) 16065014.

## Географски и демографски подаци
Ебелебен се налази у савезној држави Тирингија у округу Кифхојзер. Град се налази на надморској висини од 245 метара. Површина општине износи 40,7 km². У самом граду је, према процјени из 2010. године, живјело 2.979 становника. Просјечна густина становништва износи 73 становника/km².